# Claude Lombard (homme politique)
Cet article concerne l'homme politique français. Pour la chanteuse belge, voir Claude Lombard.
Claude Lombard (Lyon, 15 décembre 1760 - Saint-Symphorien-d'Ozon, 15 janvier 1846) est un homme politique français.

## Biographie
Il était propriétaire à Saint-Symphorien-d'Ozon et maire de cette ville. Royaliste constitutionnel, il fut élu, le 22 août 1815, député de l'Isère au collège de département et siégea dans la minorité ministérielle. 
Réélu le 4 octobre 1816, Lombard prit place au centre gauche et parla, dans la session de 1818-1919, en faveur du projet de loi relatif à l'exportation et à l'importation des grains : il vota l'adoption du projet et l'amendement de la commission. Il ne fut pas réélu à l'expiration de son mandat. Il fut créé baron par ordonnance de Charles X du 7 mars 1830 sur promesse d'institution de majorat
Lombard se rallia au gouvernement de Louis-Philippe, qui, le 3 octobre 1837, l'éleva à la pairie.
Il est le père de Jean-Jacques-Louis Lombard de Buffières

## Sources
- « Claude Lombard (homme politique) », dans Adolphe Robert et Gaston Cougny, Dictionnaire des parlementaires français, Edgar Bourloton, 1889-1891 [détail de l’édition]